# Номерні знаки Сербії

Географічний розподіл номерних знаків в Сербії

Випуск нових номерних знаків для автомобілів, які знаходяться в Сербії, почався 1 січня 2011 року. Нові знаки білого кольору, обрамлені чорною лінією, На лівій стороні, на синьому тлі, знаходяться білі букви з міжнародним позначенням Республіки Сербія-SRB. Чорні букви і цифри знаходяться на білому фоні.
Між позначенням області реєстрації та самим реєстраційним номером транспортного засобу, знаходиться рельєфний червоний щит з елементом герба Сербії. Кириличне позначення зони реєстрації номера, друкується під щитом, чорними літерами.
Реєстраційний номер транспортного засобу складається з комбінації цифр «від 0 до 9» в трьох або чотирьох позиціях і комбінацій букв в двох положеннях.
В реєстраційному номері використовуються всі букви латинського алфавіту, що використовується на сербській мові.
Номерні знаки в деяких районах реєстрації водіїв таксі мають позначення «TX».
Номерні знаки для автомобілів і причепів, які не відповідають встановленим вимогам з точки зору розмірів (довжина, ширина і висота) і з максимально допустимою масою понад 40 тонн, зроблені яскраво-червоного кольору на них білими буквами надруковані зони реєстрації і реєстраційний номер транспортного засобу.
Розміри стандартних номерних знаків для автотранспортних засобів є 520,5x112,9 міліметара.

## Маркування на стандартних знаках

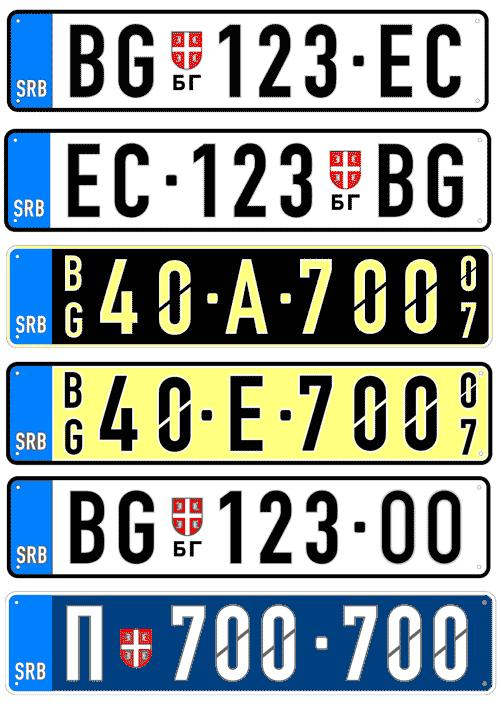
Нові регістраційні номери в Республіці Сербія, (BG БГ = округ Белград)

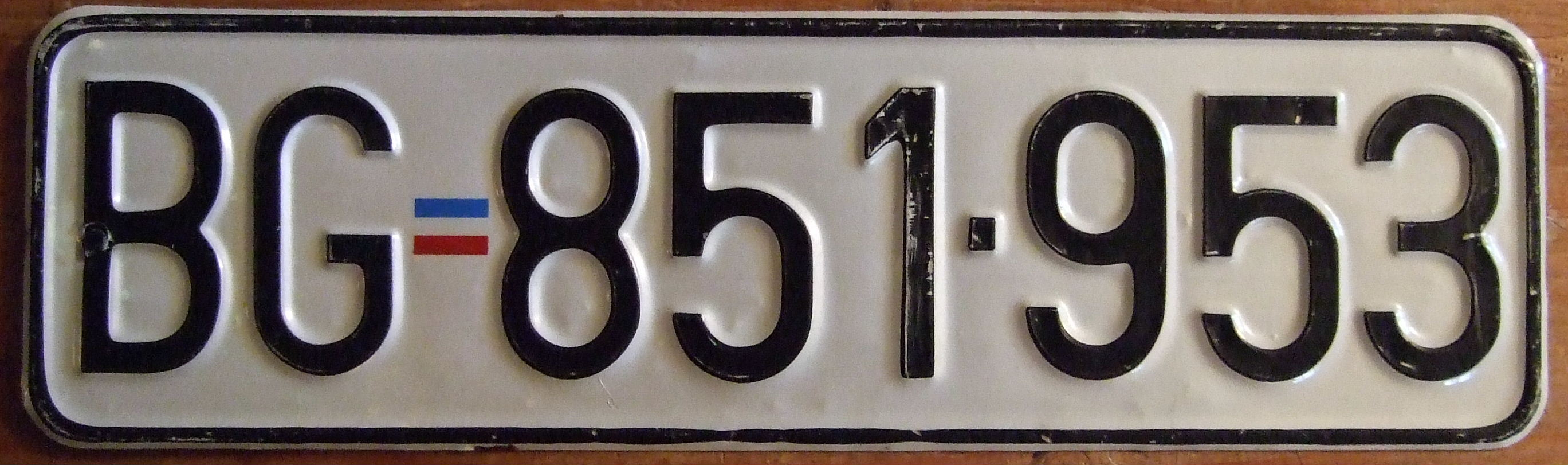
Номерні знаки Союзної Республіки Югославії, які видавалися Сербією до 31.12.2010.

Це список реєстраційних тегів областей (або області), які використовуються в Республіці Сербії, в алфавітному порядку.
| Літери | Регіон              | Муніципалітети, включені в регіоні |
| ------ | ------------------- | --- |
| АЛ     | Алексінац           | Алексінац |
| АР     | Аранджеловац        | Аранджеловац |
| АЦ     | Александровац       | Александровац |
| ББ     | Баїна-Башта         | Баїна-Башта |
| БГ     | Белград             | Бараєво, Вождовац, Врачар, Гроцка, Звездара, Земун, Лазаревац, Младеновац, Нови Белград, Обреновац, Палілула, Раковица, Савски Венац, Сопот, Стари Град, Сурчин, Чукарица |
| БО     | Бор                 | Майданпек, Бор |
| БП     | Бачка Паланка       | Бачка Паланка |
| БТ     | Бачка Топола        | Бачка Топола |
| БЋ     | Богатич             | Богатич |
| БУ     | Буяновац            | Буяновац |
| БЧ     | Бечей               | Бечей |
| ВА     | Валєво              | Лайковац, Ліг, Міоница, Осечина, Валєво |
| ВБ     | Врнячка Баня        | Врнячка Баня |
| ВЛ     | Власотинце          | Власотинце |
| ВП     | Велика Плана        | Велика Плана |
| ВР     | Вранє               | Босилеград, Владичин Хан, Прешево, Трговиште, Вранє |
| ВС     | Врбас               | Врбас |
| ВШ     | Вршац               | Бела Црква, Пландиште, Вршац |
| ГЛ     | Гнілане             | Витина, Косовска Каменица, Ново Брдо, Гнілане |
| ГМ     | Горні Милановац     | Горні Милановац |
| ДЕ     | Деспотовац          | Деспотовац |
| ЂА     | Джаковица           | Дечани, Джаковица |
| ЗА     | Заєчар              | Болєвац, Сокобаня, Заєчар |
| ЗР     | Зренянин            | Житиште, Нови Бечей, Нова Црня, Сечань, Зренянин |
| ИН     | Інджия              | Інджия |
| ИЦ     | Іваніца             | Іваніца |
| ЈА     | Ягодина             | Рековац, Ягодина |
| КА     | Каніжа              | Каніжа |
| КВ     | Кралєво             | Кралєво |
| КГ     | Крагуєвац           | Баточина, Книі, Лапово, Рача, Крагуєвац |
| КЖ     | Княжевац            | Княжевац |
| КИ     | Кикинда             | Чока, Нови Кнежевац, Кикинда |
| КЛ     | Кладово             | Кладово |
| КМ     | Косовска Митровица  | Вучитрн, Звечан, Зубин Поток, Лепосавич, Србица, Косовска Митровица |
| КО     | Ковин               | Ковин |
| КШ     | Крушевац            | Брус, Варварин, Чичевац, Крушевац |
| ЛБ     | Лебане              | Лебане |
| ЛЕ     | Лесковац            | Бойник, Медведжа, Црна Трава, Лесковац |
| ЛО     | Лозниця             | Крупань, Любовія, Мали Зворник, Лозниця |
| ЛУ     | Лучани              | Лучани |
| НВ     | Нова Варош          | Нова Варош |
| НГ     | Неготин             | Неготин |
| НИ     | Ниш                 | Долєвац, Гадзин Хан, Мерошина, Ражань, Сврліг, Ниш |
| НП     | Нови Пазар          | Нови Пазар |
| НС     | Нови Сад            | Бач, Бачки Петровац, Беочин, Жабаль, Петроварадин, Србобран, Сремски Карловци, Темерин, Тител, Нови Сад                                                                   |
| ПА     | Панчево             | Алибунар, Ковачица, Опово, Панчево |
| ПБ     | Прибой              | Прибой |
| ПЕ     | Печ                 | Істок, Клина, Печ |
| ПЖ     | Пожега              | Пожега |
| ПЗ     | Призрен             | Гора, Ораховац, Сува Река, Призрен |
| ПИ     | Пирот               | Бабушница, Бела Паланка, Димитровград, Пирот |
| ПК     | Прокуплє            | Блаце, Житораджа, Куршумлия, Прокуплє |
| ПН     | Парачин             | Парачин |
| ПО     | Пожаревац           | Велико Градиште, Голубац, Жабари, Жагубица, Кучево, Мало Црниче, Пожаревац                                                                                                |
| ПП     | Приєполє            | Приєполє |
| ПР     | Приштина            | Глоговац, Косово Полє, Липлян, Обилич, Подуєво, Приштина |
| ПТ     | Петровац            | Петровац |
| РА     | Рашка               | Рашка |
| РУ     | Рума                | Іриг, Печинци, Рума |
| СА     | Сента               | Ада, Сента |
| СВ     | Свилайнац           | Свилайнац |
| СД     | Смедерево           | Смедерево |
| СЈ     | С'єница             | С'єница |
| СМ     | Сремска Митровица   | Сремска Митровица |
| СО     | Сомбор              | Апатин, Кула, Одзаци, Сомбор |
| СП     | Смедеревска Паланка | Смедеревска Паланка |
| СТ     | Стара Пазова        | Стара Пазова |
| СУ     | Суботица            | ОМали Іджош, Суботица |
| СЦ     | Сурдулица           | Сурдулица |
| ТО     | Топола              | Топола |
| ТС     | Трстеник            | Трстеник |
| ТТ     | Тутин               | Тутин |
| ЋУ     | Чуприя              | Чуприя |
| УБ     | Уб                  | Уб |
| УЕ     | Ужице               | Арилє, Косєрич, Чаєтина, Ужиці |
| УР     | Урошевац            | Качаник, Урошевац, Штимлє, Штрпце |
| ЧА     | Чачак               | Чачак |
| ША     | Шабац               | Владимирци, Коцелєва, Шабац |
| ШИ     | Шид                 | Шид |

## У Косово і Метохії
- На території Косово і Метохії, UNMIK видає спеціальні знаки на території провінції, але сербське населення досі використовує знаки, видані владою Республіки Сербії.

## Знаки, які раніше були у вжитку
| Літери   | Регіон           | Зауваження                                                                          |
| -------- | ---------------- | ----------------------------------------------------------------------------------- |
| ↑ -{SV}- | Светозарево      | Замінено 1992 на -{JA}- (Ягодина), коли місту було повернено старе ім'я.            |
| ↑ -{TU}- | Титово Ужице     | Замінено 1992 на -{UE}- (Ужиці), коли місту було повернено старе ім'я.              |
| ↑ -{TM}- | Титова Митровица | Замінено 1991 на -{KM}- (Косовска Митровица), коли місту було повернено старе ім'я. |
| ↑ -{DJ}- | Чаковица         | Замінено 2011 на -{ĐA}-, коли було введено нові реєстраційні округи.                |

## Маркування на «дипломатичних» знаках
Номерні знаки для транспортних засобів дипломатичних та консульських представництв, представництв іноземних держав та представництв міжнародних організацій в Республіці Сербії і їх співробітників, а також зовнішньої торгівлі, транспорту, культурних та інших місій, іноземних бюро та постійних іноземних кореспондентів, іноземців або постійних співробітників в цих місіях включають: міжнародний знак Республіки Сербія, мітки зони реєстрації, номер країни, з якої представництво зареєстроване в Республіці Сербія, призначення місій діяльності і статус осіб, які перебувають в цих місіях, реєстраційний номер транспортного засобу та рік, до якого реєстрація є дійсною.
Знак чорного кольору з жовтими номерними знаками, формат реєстрації — 12(3)-А-456. Перші два (або три) номер надання інформації про країну походження місії, буква в середині вказує тип місії, а останні три номери, порядковий номер номерного знака.
Буквені позначення місій діяльність і статус осіб, які перебувають в цих офісах на номерних знаках наступним чином:
| Скорочення  | Пояснення |
| ----------- | --- |
| -{A}-       | знак для транспортних засобів, що перебувають у власності дипломатичних і консульських представництв, представництв іноземних держав та представництв міжнародних організацій та їх співробітників з дипломатичним статусом                        |
| -{M}-       | знак для транспортних засобів, власники яких іноземці, які працюють в дипломатичних і консульських представництвах, представництвах іноземних держав та представництвах міжнародних організацій і мають дипломатичний статус — {-{Mission staff}-} |
| -{-{P}-}-   | знак для транспортних засобів, що належать іноземним культурних представництвам та іноземним кореспондентам — {-{Press}-} |
|             | |
| -{-{CMD}-}- | додаткові знаки для транспортних засобів, що використовуються керівником дипломатичної місії- {-{Chef de Mission Diplomatique}-} |
| -{-{CD}-}-  | додаткові пластини для транспортних засобів, які використовуються особами з дипломатичним статусом- {-{Corps Diplomatique}-} |

Числа, які вказують країну, якій належить місія:
| Позначення | Пояснення                                             |
| ---------- | ----------------------------------------------------- |
| 10         | Росія                                                 |
| 11         | Україна                                               |
| 12         | Польща                                                |
| 13         | Малайзія                                              |
| 14         | Угорщина                                              |
| 15         | Румунія                                               |
| 16         | Болгарія                                              |
| 17         | Албанія                                               |
| 18         | Чехія                                                 |
| 19         | Північна Македонія                                    |
| 20         | Ізраїль                                               |
| 21         | Ангола                                                |
| 22         | Словаччина                                            |
| 23         | Боснія і Герцеговина                                  |
| 24         | Хорватія                                              |
| 25         | Палестина                                             |
| 26         | Португалія                                            |
| 29         | Кіпр                                                  |
| 30         | Велика Британія                                       |
| 31         | Південна Корея                                        |
| 32         | Фінляндія                                             |
| 33         | Швеція                                                |
| 34         | Норвегія                                              |
| 35         | Данія                                                 |
| 36         | Голландія                                             |
| 37         | Бельгія                                               |
| 38         | Іспанія                                               |
| 39         | Франція                                               |
| 40         | Німеччина                                             |
| 41         | Італія                                                |
| 42         | Ватикан                                               |
| 43         | Швейцарія                                             |
| 44         | Австрія                                               |
| 47         | Греція                                                |
| 48         | Туреччина                                             |
| 49         | Кувейт                                                |
| 50         | Словенія                                              |
| 51         | Гвінея                                                |
| 53         | Пакистан                                              |
| 54         | Шрі-Ланка                                             |
| 55         | Білорусь                                              |
| 62         | Нігерія                                               |
| 63         | Канада                                                |
| 64         | Аргентина                                             |
| 65         | Бразилія                                              |
| 66         | Мексика                                               |
| 70         | ПРООН                                                 |
| 70         | ЮНІСЕФ                                                |
| 71         | Еквадор                                               |
| 72         | Куба                                                  |
| 76         | Перу                                                  |
| 77         | Управління Верховного комісара ООН у справах біженців |
| 78         | Австралія                                             |
| 79         | Лівія                                                 |
| 80         | Алжир                                                 |
| 81         | Єгипет                                                |
| 82         | Зімбабве                                              |
| 83         | Іран                                                  |
| 84         | Індія                                                 |
| 85         | М'янма                                                |
| 86         | Японія                                                |
| 88         | Китай                                                 |
| 89         | Індонезія                                             |
| 90         | Сирія                                                 |
| 91         | Ліван                                                 |
| 92         | Туніс                                                 |
| 93         | Марокко                                               |
| 94         | Гана                                                  |
| 98         | Ірак                                                  |
| 99         | ДР Конго                                              |
| 101        | Європейський Союз                                     |
| 102        | Всесвітня продовольча програма                        |
| 111        | ОБСЄ                                                  |
| 118        | Червоний хрест                                        |
| 121        | ООН                                                   |
| 123        | Управління Верховного комісара ООН у справах біженців |
| 125        | Європейський банк реконструкції та розвитку           |
| 127        | Рада Європи                                           |
| 129        | Світовий банк                                         |
| 138        | ООН                                                   |
| 141        | Чорногорія                                            |
| 144        | США                                                   |
| …          | …                                                     |

На додаток до цих мітках, «дипломатична» пластина на лівому кінці включає невелике мітку міста, або області реєстрації, де зареєстровано транспортний засіб (наприклад BG) і дві останні цифри року, в якому він зареєстрований (нпр. 11).

## Нові номерні знаки
Оригінальний Указ про визначення зон реєстрації, які повинні застосовуватися в період з 15 грудня 2007 року, було передбачене існування 34 ліцензійних ділянок, і скасування низки позначень на номерах. Жоден реєстраційний знак не повинен був залишитися: Аранджеловац, Вршац, Горні Мілановце, Лозниця, Парачіні, Парубій, Рума, Сурдуліце і Trstenik.
Втрата номерних знаків викликало негативну реакцію з боку громадськості, незабаром постанову скасували.
При ухвалення нового Закону про езпеку дорожнього руху в 2008 році був прийнятий новий Указ про визначення зон реєстрації, і їх число збільшилося до 33 областей, а також загальна кількість ліцензійних ділянок в Сербії до 74. З ініціативи громадян Нова Вароша, це місто отримало свій номерний знак, тому кількість ліцензійних ділянок збільшилася до 75.
Випуск нових реєстраційних номерних знаків, почався 1 січня 2011 року..